# Binter Canarias
Binter Canarias (o, simplemente, Binter) es una aerolínea española con base en las Islas Canarias. Perteneció a Iberia L.A.E. hasta 2002, fecha en la que la vendió a Hesperia Inversiones Aéreas.
Hesperia Inversiones Aéreas fue una empresa creada con el único propósito de comprar Binter Canarias. En 2003 Binter Canarias, S.A.U. fue absorbida por Hesperia Inversiones Aéreas, S.A., que pasó a adoptar el nombre de Binter Canarias, S.A.
La parte de sus vuelos Canarias, Marruecos e islas Madeira, son operados por sus filiales Canarias Airlines y Naysa. Su flota actual es de 26 ATR 72 de la serie 600 y 16 E-195 E2 de nueva adquisición. Tiene su sede social dividida entre el Aeropuerto de Gran Canaria (o Aeropuerto de Gando) en el municipio de Telde, isla de Gran Canaria y en la isla de Tenerife, en el Aeropuerto Tenerife Norte, en La Laguna. El 1 de febrero de 2024 empezó a operar con el aeropuerto de Madrid-Barajas. La compañía vuela a todos los aeropuertos canarios y además, a once destinos nacionales fuera de las Islas Canarias, La Coruña, Almería, Asturias, Badajoz, Córdoba, Granada, Jerez, Madrid, Menorca, Murcia, Palma de Mallorca, Pamplona, San Sebastián, Santander, Valencia, Valladolid, Vigo y Zaragoza. 
También vuela a Funchal, Porto Santo en el archipiélago de Madeira (Portugal) y Azores en Portugal, Agadir, Marrakech, Guelmim, Dakhla en Marruecos, Dakar en Senegal, Nouakchot en Mauritania, y Sal en Cabo Verde.
Durante un tiempo, Binter también operó vuelos a Lille, Marsella y Toulouse en Francia y Turín, Venecia en Italia.

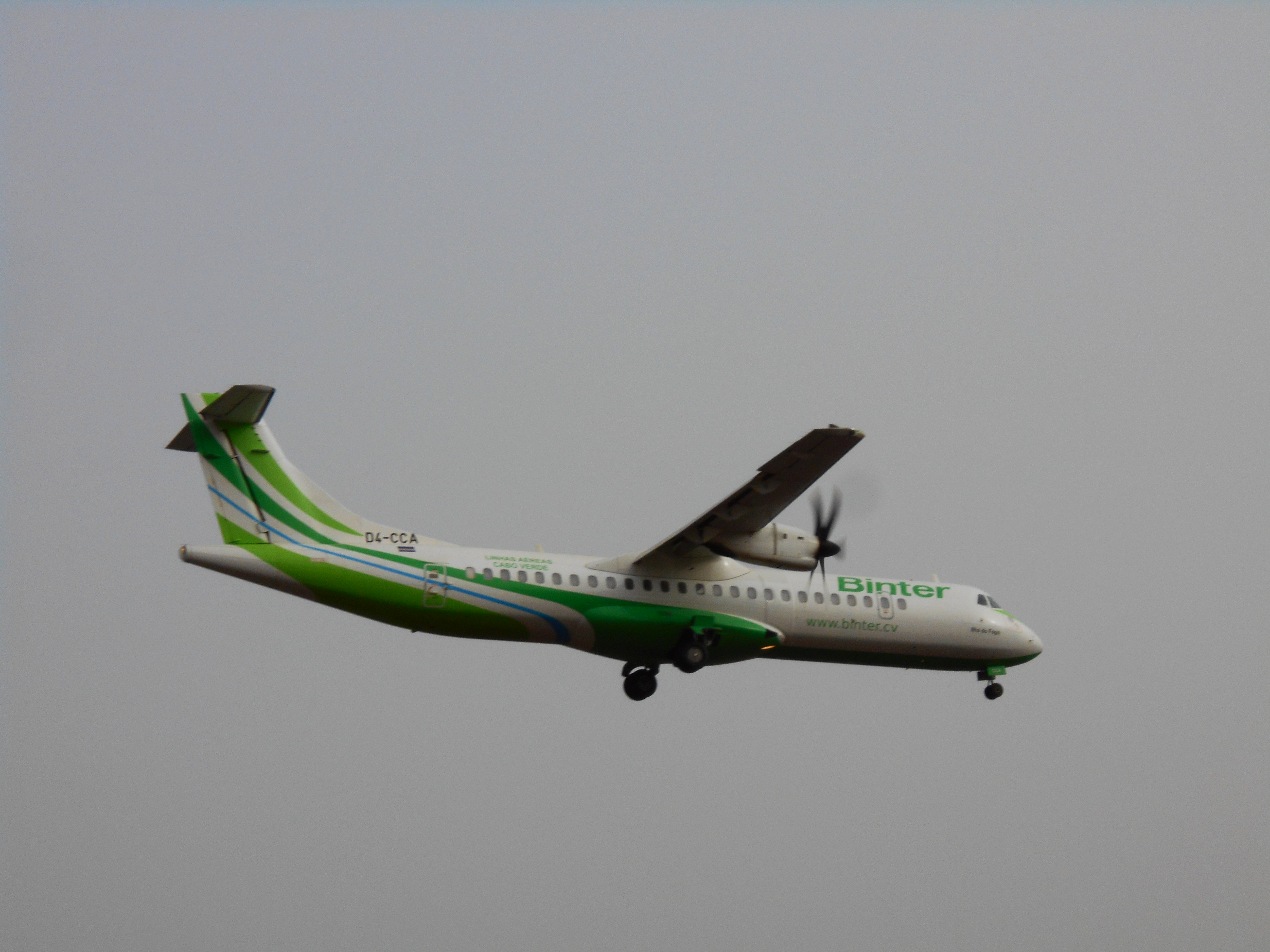
Binter CV aterrizando en la isla de São Vicente.

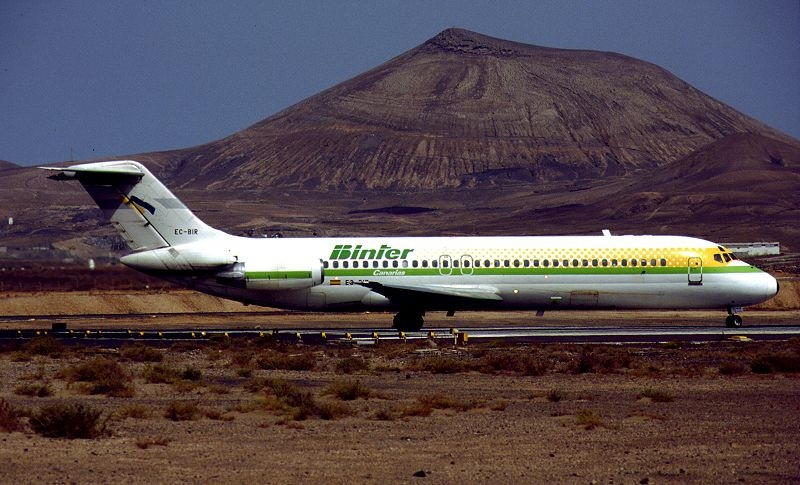
DC-9 alquilado por Binter en Lanzarote. (1997).

## Historia

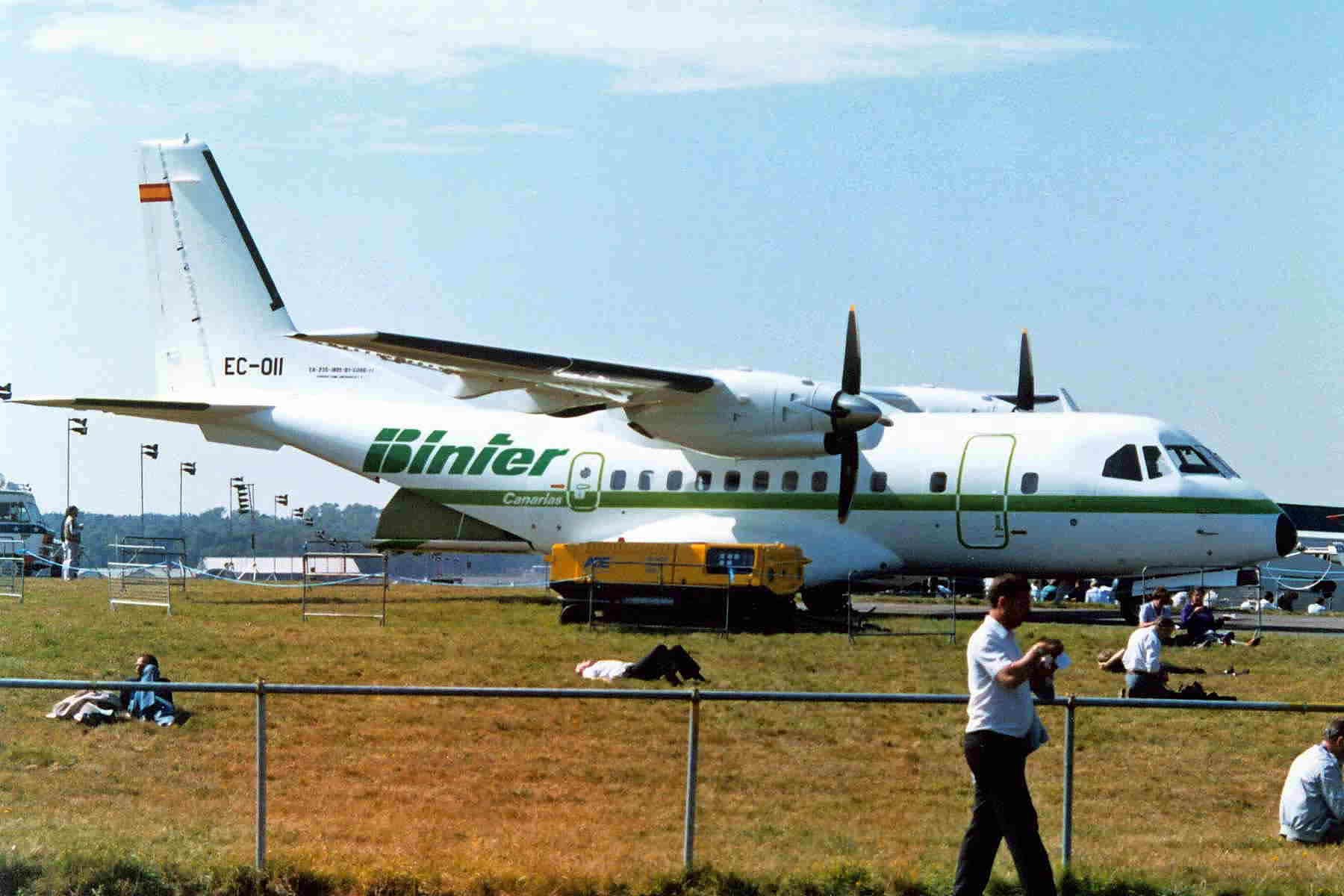
Un CASA CN-235 de Binter Canarias en el Salón Aeronáutico de Farnborough.

Binter se creó en 1988 para asumir los vuelos interinsulares que hasta ese momento realizaba Aviaco con Fokker F27 y DC-9-30 e Iberia L.A.E. con B-727. La compañía Iberia decidió el nombre de su línea de transporte aérea entre las islas precisamente por su carácter interinsular y atribuyendo el nexo común entre la matriz central y la filial con la letra "B". En las rondas previas de brainstorming para la elección del nombre más adecuado se barajaron opciones como Canarias Airways o Ibanarias. No obstante, al final la compañía decidió adoptar el nombre de Binter Canarias.
Inició operaciones el 26 de marzo de 1989 con 4 CASA CN-235, un avión turbohélice de 40 plazas (EC-EMN, EC-EMJ , EC-EMK y EC-EMO). Al año siguiente y posteriores se incorporaron 3 ATR 72-202 y 3 ATR ATR 72-201 (EC-ESS, EC-EUJ, EC-EYK, EC-FIV, EC-FJX Y EC-FKQ) y en 1994 4 DC-9 (EC-BIM, EC-BIR, EC-BIT, EC-BQZ, éstos alquilados con pilotos -no T.C.P., que eran de la propia Binter- a Iberia). Los DC-9 se retiraron a finales de 1997 alegando que no eran rentables en rutas tan cortas, si bien eran los aviones de mayor capacidad, más rápidos y cómodos, aunque eran bastante antiguos y contaminantes, lo que generó polémica entre la sociedad canaria, que los prefería a los turbohélice. También se retiraron los CN-235 y se incorporaron ATR 72-500.
En julio de 2002, en cumplimiento de los acuerdos tomados durante la privatización de Iberia, las acciones de la compañía en propiedad de Iberia (99,99%) son vendidas a Hesperia Inversiones Aéreas, S.A., compañía creada en 2002 con el objeto de comprar Binter Canarias. En el momento de la venta, el accionariado de Hesperia era el siguiente:
| Socios                               | %     |
| ------------------------------------ | ----- |
| Ilsamar Tenerife, S.L.               | 33,33 |
| Agencia Marítima Afroamericana, S.L. | 10,00 |
| Grupo Alisio Inversiones             | 10,00 |
| Ferma Canarias Eléctrica, S.L.       | 10,00 |
| Cofitel Quince, S.L.                 | 8,00  |
| Flapa, S.L.                          | 7,50  |
| Rodolfo Núñez                        | 6,67  |
| Promociones Tinojai, S.L.            | 5,00  |
| Rerum Novarum, S.L.                  | 5,00  |
| Lemaza Patrimonial, S.L.             | 3,50  |
| Propiedades Mejorada, S.L.           | 1,00  |

El 15 de julio de 2003, Hesperia Inversiones Aéreas, S.A. se fusionó por absorción con Binter Canarias, S.A.U., transmitiéndole Binter todo su patrimonio y obligaciones a Hesperia. Hesperia posteriormente acordó adoptar la denominación Binter Canarias y trasladar su domicilio social al de la antigua Binter. En 2007 Binter decidió escindir la actividad de mantenimiento aeronáutico en una nueva sociedad denominada Mantenimiento e Ingeniería Aeronáutica del Atlántico Sur, S.L.. Así mismo, en 2009 escindió toda su actividad de soporte administrativo a una nueva sociedad llamada Gestión Aeronáutica Integral Canaria, S.L., a la que ha contratado en régimen de outsourcing. Pese a su nombre, la sociedad de mantenimiento tiene sus instalaciones y realiza sus actividades en exclusiva en el Atlántico Norte, y no en el Sur.
En 1992, 1993, 2005, 2010 y 2013 fue elegida mejor compañía regional de Europa por la asociación ERA.
Actualmente, Binter tiene planes de expansión a través de terceras empresas, que opera en régimen de franquicia. Además, ha constituido entramado empresarial para optimizar su productividad en el mercado aéreo interinsular. De este modo reforzará su posición dominante en el mercado canario.
Hasta mayo de 2007 Binter contaba con 13 ATR 72 para realizar vuelos interinsulares y con Madeira y África, pero entre los meses de mayo y junio de 2007 la compañía se desprendió de 4 de ellos, que estuvieron operados por Naysa.
Se trataba de los siguientes aparatos: EC-GRU, EC-GRP, EC-GQF y EC-IPJ. Posteriormente, se desprendió del IPJ.
Desde el año 2016 hasta su cese el 19 de abril de 2024, Binter se encargó de los vuelos interinsulares en el archipiélago de Cabo Verde, bajo el nombre de Binter Cabo Verde. En 2021, Binter vende el 70% de las acciones de su filial a la aerolínea BestFly, nativa de Angola.
En diciembre de 2017, Binter Canarias y CanaryFly llegaron a un acuerdo para plantar cara a la competencia. En este se incluye la posibilidad al pasajero de cambiar vuelos operados por cualquiera de las dos compañías entre sí sin costo adicional y 45 minutos antes del vuelo. Para ello es necesario tener una tarifa flexible.
En 2018 Binter anunció su expansión nacional, realizando vuelos regulares a Vigo y a Palma de Mallorca empezando su expansión interinsular con 3 Mitsubishi CRJ-1000. Son 4 vuelos semanales en el caso de la ruta de Vigo y también 4 en el caso de Palma de Mallorca desde mayo del 2018.
Desde junio de 2018, Binter se encarga de cubrir los vuelos internos entre las dos islas habitadas del archipiélago de Madeira (la propia Madeira y Porto Santo), tras ganar un concurso internacional convocado por el Gobierno de Portugal para garantizar el servicio en esa ruta. En concreto, los vuelos entre Madeira y Porto Santo con una duración de 20 minutos realizados por aviones turbohélice ATR-72, como los que usa la aerolínea en Canarias. Binter ofrece una conexión diaria de ida y vuelta entre ambas islas los meses de octubre a abril, servicio que se refuerza de mayo a septiembre, ampliando de una a dos el número de frecuencias diarias. La compañía anuncio además que, a medio plazo, tiene previsto conectar el aeropuerto de Funchal con Faro (Portugal), Marraquech (Marruecos) y Sevilla.
En 2019 abre nuevas rutas regulares a Murcia, Pamplona y Zaragoza. El 3 de diciembre de 2019, Binter Canarias anuncia nuevo destino para el año 2020, siendo éste Cantabria. Será línea regular entre dicha ciudad con las islas de Gran Canaria y Tenerife, una vez por semana con cada isla.

## Premios y reconocimientos
- Binter ha sido seleccionada por los usuarios de Tripadvisor en 2019 como mejor aerolínea española en dos categorías: mejor aerolínea y aerolínea europea favorita de los viajeros por países (Travellers Choice Regional Airline – Europe).
- La Consejería de Economía, Industria, Comercio y Conocimiento del Gobierno de Canarias otorga a Binter el premio FICA 2016 a la Mejor Empresa Internacional del archipiélago.
- En el año 2016 Binter es reconocida como Aerolínea del Año por la Asociación de Aerolíneas Regionales Europeas, siendo la sexta vez que este organismo independiente concede a la compañía aérea canaria su máximo galardón.
- En abril y mayo de 2015, Binter fue la aerolínea más puntual del mundo según datos ofrecidos por Flightview, con un porcentaje de vuelos llegados en hora superior al 96%.
- Binter ha logrado hasta en cinco ocasiones el máximo galardón que otorga la Asociación de Aerolíneas Regionales Europeas (ERA), la última en el año 2013-2014.
- En 2013 ocupa la 5.ª posición en el ranking de las mejores aerolíneas del mundo, según la tabla elaborada por eDreams a partir de la valoración de sus usuarios.
- Los datos de la consultora FlightStats sitúan a Binter como la aerolínea más puntual de Europa y Norteamérica en el año 2009.

## Flota

### Flota actual

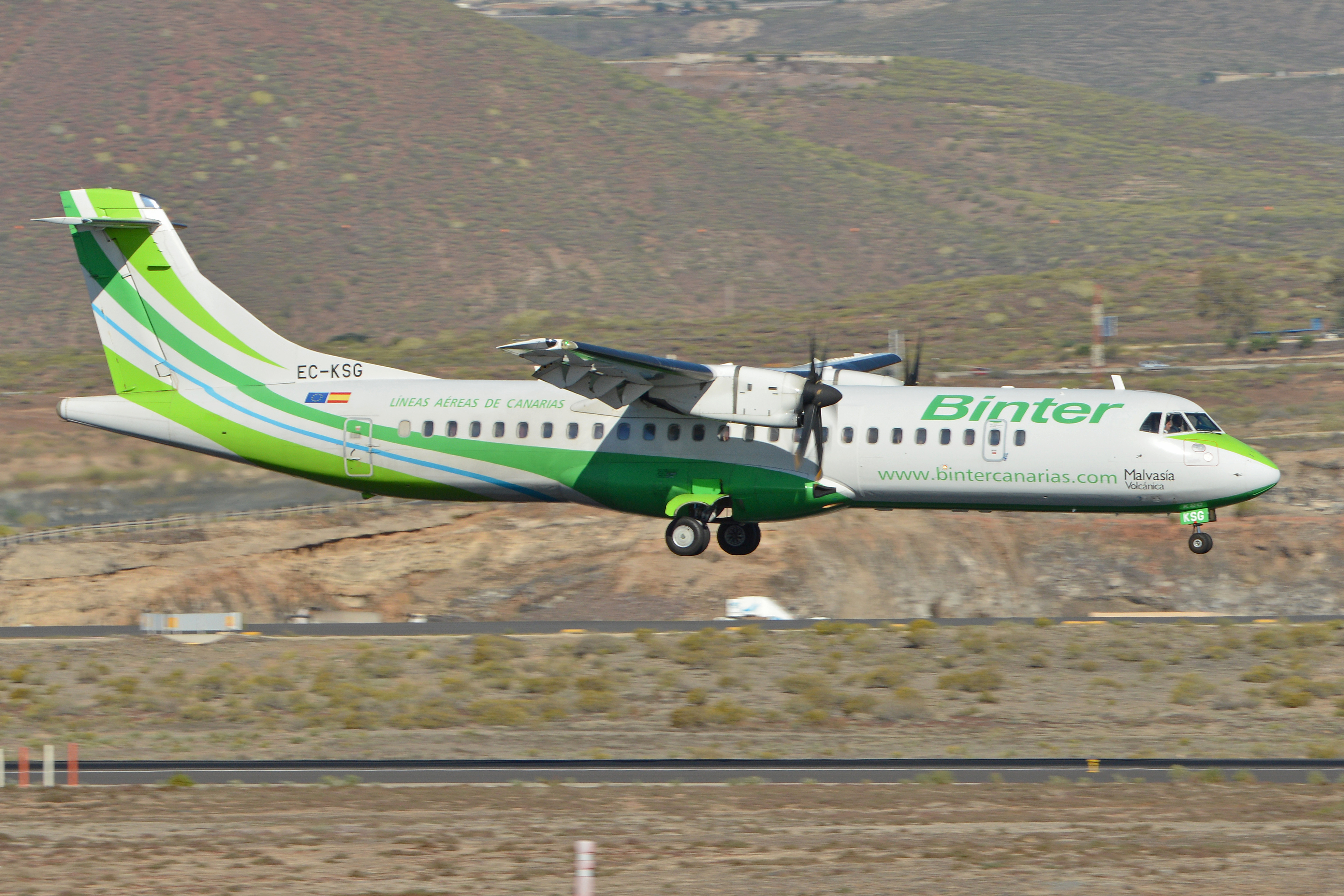
ATR 72-500 de Binter Canarias aterrizando en el aeropuerto de Tenerife-Sur

Binter Canarias inició operaciones con una flota de 4 CN-235, que dejaron de operar en las islas en 1997, y de 1995 hasta 1998 arrendó 4 DC-9 a Iberia. Hoy día, su flota esta mayoritariamente formada por aparatos ATR 72. Desde 2021, Binter Canarias tiene en su flota 16 Embraer 195 E2. 
En la actualidad, la aerolínea opera las siguientes aeronaves:
| Aeronaves      | En servicio | Pedidos                | Pasajeros (clase única)                          | Matrículas                                       | Antigüedad                                       | Notas                                            |
| -------------- | ----------- | ---------------------- | ------------------------------------------------ | ------------------------------------------------ | ------------------------------------------------ | ------------------------------------------------ |
| ATR 72-600     | 26          | 4                      | 70                                               | EC-MIF «Timple»                                  | 9,5 años                                         | Operado por Canair.                              |
| ATR 72-600     | 26          | 4                      | 70                                               | EC-MJG «Los Gofiones»                            | 9,1 años                                         | Operado por Canair.                              |
| ATR 72-600     | 26          | 4                      | 70                                               | EC-OGF                                           | 9,1 años                                         | Operado por Canair.                              |
| ATR 72-600     | 26          | 4                      | 70                                               | EC-OCL                                           | 8,7 años                                         | Operado por Naysa.                               |
| ATR 72-600     | 26          | 4                      | 70                                               | EC-MMM «Gofio»                                   | 8,5 años                                         | Operado por Canair.                              |
| ATR 72-600     | 26          | 4                      | 70                                               | EC-MNN «Maspalomas - Costa Canaria»              | 8,4 años                                         | Operado por Canair.                              |
| ATR 72-600     | 26          | 4                      | 70                                               | EC-MOL «Los Sabandeños»                          | 8,3 años                                         | Operado por Canair.                              |
| ATR 72-600     | 26          | 4                      | 70                                               | EC-MPI «Virgen de Los Reyes»                     | 8 años                                           | Operado por Canair.                              |
| ATR 72-600     | 26          | 4                      | 70                                               | EC-MSJ «Virgen del Pino»                         | 7,4 años                                         | Operado por Canair.                              |
| ATR 72-600     | 26          | 4                      | 70                                               | EC-MSK «La Graciosa»                             | 7,3 años                                         | Operado por Canair.                              |
| ATR 72-600     | 26          | 4                      | 70                                               | EC-MTQ «Virgen de La Candelaria»                 | 7,3 años                                         | Operado por Canair.                              |
| ATR 72-600     | 26          | 4                      | 70                                               | EC-MVI «Caldera de Taburiente»                   | 7 años                                           | Operado por Naysa.                               |
| ATR 72-600     | 26          | 4                      | 70                                               | EC-MXQ «Bentayga»                                | 6,8 años                                         | Operado por Canair.                              |
| ATR 72-600     | 26          | 4                      | 70                                               | EC-MYT «Cabildos Insulares»                      | 6,8 años                                         | Operado por Canair.                              |
| ATR 72-600     | 26          | 4                      | 70                                               | EC-NDD «Perenquén»                               | 5,7 años                                         | Operado por Canair.                              |
| ATR 72-600     | 26          | 4                      | 70                                               | EC-NGG «Mojo Picón»                              | 5,4 años                                         | Operado por Naysa.                               |
| ATR 72-600     | 26          | 4                      | 70                                               | EC-NGF «Isla del Meridiano»                      | 5,4 años                                         | Operado por Canair.                              |
| ATR 72-600     | 26          | 4                      | 70                                               | EC-NJK «Guardia Civil»                           | 4,8 años                                         | Operado por Canair.                              |
| ATR 72-600     | 26          | 4                      | 70                                               | EC-NMF «Teide»                                   | 4,2 años                                         | Operado por Naysa.                               |
| ATR 72-600     | 26          | 4                      | 70                                               | EC-NQR «Virgen de las Nieves»                    | 3,3 años                                         | Operado por Naysa.                               |
| ATR 72-600     | 26          | 4                      | 70                                               | EC-NSF «Guarapo»                                 | 3 años                                           | Operado por Naysa.                               |
| ATR 72-600     | 26          | 4                      | 70                                               | EC-NSG «Baifo»                                   | 2,9 año                                          | Operado por Naysa.                               |
| ATR 72-600     | 26          | 4                      | 70                                               | EC-NVD «Rapadura»                                | 2,7 años                                         | Operado por Naysa.                               |
| ATR 72-600     | 26          | 4                      | 70                                               | EC-NVC «Madeira»                                 | 2,7 años                                         | Operado por Naysa.                               |
| ATR 72-600     | 26          | 4                      | 70                                               | EC-OAM «Malvasía Volcánica»                      | 1,6 años                                         | Operado por Naysa.                               |
| ATR 72-600     | 26          | 4                      | 70                                               | EC-OAN «Manolo Vieira»                           | 1,5 años                                         | Operado por Naysa.                               |
| Embraer 195 E2 | 16          |                        | 132                                              | EC-NEZ «Islas Canarias»                          | 5,2 años                                         |                                                  |
| Embraer 195 E2 | 16          | EC-NFA «Tenerife»      | 132                                              | 5,2 años                                         |                                                  |                                                  |
| Embraer 195 E2 | 16          | EC-NHA «Gran Canaria»  | 132                                              | 5,1 años                                         |                                                  |                                                  |
| Embraer 195 E2 | 16          | EC-NNV «Lanzarote»     | 132                                              | 4 años                                           |                                                  |                                                  |
| Embraer 195 E2 | 16          | EC-NPU «Fuerteventura» | 132                                              | 3,7 años                                         |                                                  |                                                  |
| Embraer 195 E2 | 16          | EC-OEA «La Gomera»     | 132                                              | 1,2 años                                         |                                                  |                                                  |
| Embraer 195 E2 | 16          | EC-OEB «El Hierro»     | 132                                              | 1,2 años                                         |                                                  |                                                  |
| Embraer 195 E2 | 16          | EC-OEP «Madrid»        | 132                                              | 1,2 años                                         |                                                  |                                                  |
| Embraer 195 E2 | 16          | EC-OEC «La Graciosa»   | 132                                              | 1,1 años                                         |                                                  |                                                  |
| Embraer 195 E2 | 16          | EC-OHE «La Palma»      | 132                                              | 0,7 años                                         |                                                  |                                                  |
| Embraer 195 E2 | 16          | EC-OJI «Baleares»      | 132                                              | 0,3 años                                         |                                                  |                                                  |
| Embraer 195 E2 | 16          | EC-OJJ «Vigo»          | 132                                              | 0,3 años                                         |                                                  |                                                  |
| Embraer 195 E2 | 16          | EC-OJK «Murcia»        | 132                                              | 0,1 años                                         |                                                  |                                                  |
| Embraer 195 E2 | 16          | EC-OKB «Cantabria»     | 132                                              | 0,1 años                                         |                                                  |                                                  |
| Embraer 195 E2 | 16          | EC-OLZ «Pamplona»      | 132                                              | 0,1 años                                         |                                                  |                                                  |
| Embraer 195 E2 | 16          | EC-ONG «Zaragoza»      | 132                                              | 0,0 años                                         |                                                  |                                                  |
| Total          | 42          | 4                      | Edad media de la flota (enero de 2025): 4,8 años | Edad media de la flota (enero de 2025): 4,8 años | Edad media de la flota (enero de 2025): 4,8 años | Edad media de la flota (enero de 2025): 4,8 años |

### Flota histórica
| Aeronaves              | Total | Introducido | Retirados | Matrículas                                                      |
| ---------------------- | ----- | ----------- | --------- | --------------------------------------------------------------- |
| Boeing 737-400         | 1     | 2005        | 2008      | EC-INQ                                                          |
| CASA CN-235            | 5     | 1989        | 1998      | EC-GEJ, EC-EMO, EC-EMJ, EC-EMN y EC-EMK                         |
| Beechcraft 1900        | 1     | 2004        | 2006      | EC-JBT                                                          |
| Bombardier CRJ-100     | 1     | 2003        | 2006      | EC-IMH                                                          |
| Bombardier CRJ-200     | 8     | 2012        | 2014      | EC-JOD, EC-HEK, EC-JCM, EC-JEN, EC-HHI, EC-GYI, EC-HPR y EC-JNX |
| Bombardier CRJ-900     | 3     | 2014        | 2017      | EC-JZV, EC-MEN y EC-MFC                                         |
| Bombardier CRJ-1000    | 3     | 2018        | 2020      | 9H-LOV, 9H-MOX y 9H-MPA                                         |
| McDonnell Douglas DC-9 | 4     | 1995        | 1998      | EC-BIM, EC-BIR, EC-BIT y EC-BQZ                                 |

## Destinos
| Destinos             | Aeropuertos                                          |
| Canarias             | Canarias                                             |
| -------------------- | ---------------------------------------------------- |
| El Hierro            | Aeropuerto de El Hierro                              |
| Fuerteventura        | Aeropuerto de Fuerteventura                          |
| Gran Canaria         | Aeropuerto de Gran Canaria                           |
| La Gomera            | Aeropuerto de La Gomera                              |
| Lanzarote            | Aeropuerto César Manrique-Lanzarote                  |
| La Palma             | Aeropuerto de La Palma                               |
| Tenerife             | Aeropuerto de Tenerife Norte-Ciudad de La Laguna     |
| Tenerife             | Aeropuerto de Tenerife Sur                           |
| Península y Baleares |                                                      |
| Almería              | Aeropuerto de Almería (Inicia el 1 de abril de 2025) |
| Asturias             | Aeropuerto de Asturias                               |
| Badajoz              | Aeropuerto de Badajoz (Inicia el 1 de abril de 2025) |
| Córdoba              | Aeropuerto de Córdoba (Inicia el 1 de abril de 2025) |
| Granada              | Aeropuerto de Granada-Jaén                           |
| Jerez de la Frontera | Aeropuerto de Jerez                                  |
| La Coruña            | Aeropuerto de La Coruña                              |
| Madrid               | Aeropuerto Adolfo Suárez Madrid-Barajas              |
| Menorca              | Aeropuerto de Menorca                                |
| Murcia               | Aeropuerto Int. de la Región de Murcia               |
| Palma de Mallorca    | Aeropuerto de Palma de Mallorca                      |
| Pamplona             | Aeropuerto de Pamplona                               |
| San Sebastián        | Aeropuerto de San Sebastián                          |
| Santander            | Aeropuerto Seve Ballesteros-Santander                |
| Valencia             | Aeropuerto de Valencia                               |
| Valladolid           | Aeropuerto de Valladolid                             |
| Vigo                 | Aeropuerto de Vigo                                   |
| Zaragoza             | Aeropuerto de Zaragoza                               |

| Países                                                                | Destinos       | Aeropuertos                              |
| Europa                                                                | Europa         | Europa                                   |
| --------------------------------------------------------------------- | -------------- | ---------------------------------------- |
| Portugal                                                              | Funchal        | Aeropuerto de Madeira                    |
| Portugal                                                              | Ponta Delgada  | Aeropuerto Juan Pablo II                 |
| Portugal                                                              | Porto Santo    | Aeropuerto de Porto Santo                |
| África                                                                |                |                                          |
| Cabo Verde                                                            | Espargos       | Aeropuerto Internacional Amílcar Cabral  |
| Gambia                                                                | Banjul         | Aeropuerto Internacional Yundum          |
| Marruecos                                                             | Agadir         | Aeropuerto de Agadir-Al Massira          |
| Marruecos                                                             | Egleimín       | Aeropuerto de Egleimín                   |
| Marruecos                                                             | Esauira        | Aeropuerto de Esauria-Mogador            |
| Marruecos                                                             | Fez            | Aeropuerto de Fez-Saïss                  |
| Marruecos                                                             | Marrakech      | Aeropuerto de Marrakech-Menara           |
| Marruecos                                                             | Tánger         | Aeropuerto de Tánger                     |
| Mauritania                                                            | Nuakchot       | Aeropuerto Internacional de Nuakchot     |
| Sahara Occidental                                                     | Villa Cisneros | Aeropuerto de Villa Cisneros             |
| Sahara Occidental                                                     | El Aaiún       | Aeropuerto Internacional Hassan I        |
| Senegal                                                               | Dakar          | Aeropuerto Internacional Blaise Diagne   |
| América del Norte (en código compartido, operado por Azores Airlines) |                |                                          |
| Canadá                                                                | Toronto        | Aeropuerto Internacional Toronto Pearson |
| Estados Unidos                                                        | Boston         | Aeropuerto Internacional Logan           |
| Estados Unidos                                                        | Nueva York     | Aeropuerto Internacional John F. Kennedy |

## Estadísticas de pasajeros 2002-presente[19]
| 2002      | 2003      | 2004      | 2005      | 2006      | 2007      | 2008      | 2009      | 2010      | 2011      | 2012      | 2013      | 2014      | 2015      | 2016      | 2017      | 2018      |
| --------- | --------- | --------- | --------- | --------- | --------- | --------- | --------- | --------- | --------- | --------- | --------- | --------- | --------- | --------- | --------- | --------- |
| 2.250.000 | 2.300.000 | 2.450.000 | 2.700.000 | 3.000.000 | 3.020.000 | 2.900.000 | 2.630.000 | 2.600.000 | 2.600.000 | 2.500.000 | 2.500.000 | 2.600.000 | 2.650.000 | 2.700.000 | 3.400.000 | 3.600.000 |
| 2019      | 2020      | 2021      | 2022      | 2023      |           |           |           |           |           |           |           |           |           |           |           |           |
| 3.900.000 | 2.270.000 | 3.135.000 | 4.300.000 | 5.000.000 |           |           |           |           |           |           |           |           |           |           |           |           |